# أنجالي جوزيف
أنجالي جوزيف (بالإنجليزية: Anjali Joseph)‏ (1978، مومباي في الهند)؛ روائية بريطانية.